# Zelfportret voor vaalrode achtergrond

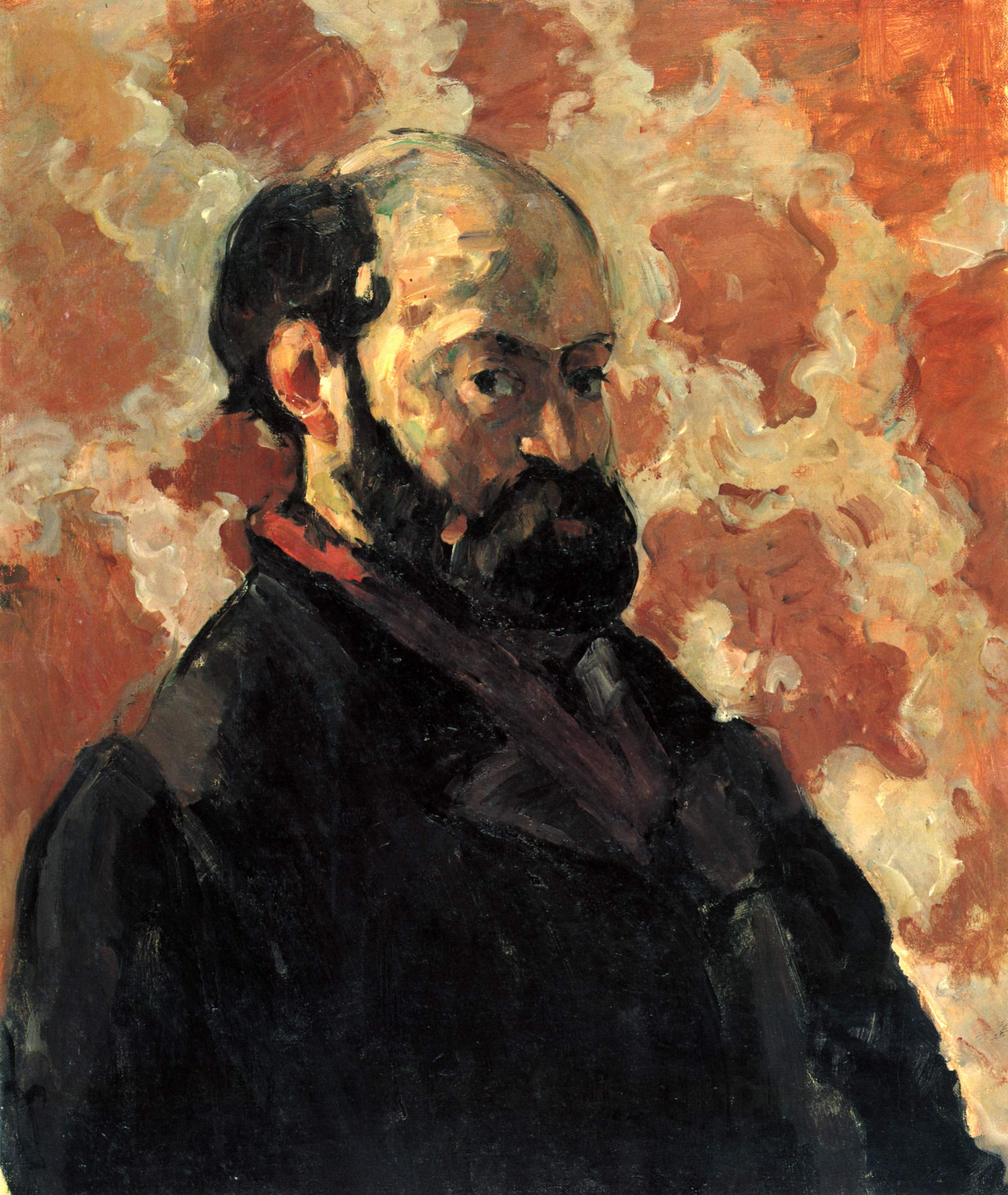

Zelfportret tegen vaalrode achtergrond is een zelfportret van de Franse kunstschilder Paul Cézanne.
Hij schilderde het circa 1875. Het werk is uitgevoerd in olieverf op doek en meet 65 x 55 cm. Het bevindt zich in het Musée d'Orsay in Parijs in Frankrijk.